# Ben Lewin
Pour les articles homonymes, voir Lewin.
Ben Lewin est un réalisateur et scénariste né en 1946 en Pologne. Il est marié à l'actrice et réalisatrice Judi Levine depuis plusieurs années.

## Filmographie
- 1976 : Welcome to Britain
- 1979 : ITV Playhouse (TV)
- 1984 : Destination Australia (TV)
- 1985 : The Dunera Boys (TV)
- 1987 : A Matter of Convenience (TV)
- 1987 : Rafferty's Rules (TV)
- 1988 : Georgia (en)
- 1991 : La Montre, la Croix et la Manière (The Favour, the Watch, and the Very Big Fish)
- 1994 : Lucky Break
- 1999 : Ally McBeal (série tv)
- 2003 : Hollywood Girl (TV)
- 2012 : The Sessions
- 2017 : Please Stand By
- 2018 : The Catcher Was a Spy